# Вилхелм II фон Рогендорф
Вилхелм II фон Рогендорф (на немски: Wilhelm II. von Rogendorf; * 18 ноември 1511; † 1543) е фрайхер на Рогендорф-Моленбург, австрийски военен командир и дворцов майстер.

## Произход
Той е син на фрайхер Волфганг фон Рогендорф (* 29 януари 1483; † август 1540, в битка при Буда) и първата му съпруга Елизабет фон Лихтенщайн (1483 – 1517), дъщеря на Хайнрих фон Лихтенщайн-Фелдсберг († 1483) и Агнес фон Щархемберг (1461 – 1501). Внук е на фрайхер Каспар фон Рогендорф († 1506) и Маргарета фон Вилдхауз.

## Фамилия
Вилхелм II фон Рогендорф се жени за Анна фон Хоенберг-Кройцбах († сл. 1532), дъщеря на Еразмус фон Хоенберг († 1529) и Барбара фон Фолкенсторф. Те имат децата:
- Йохан Вилхелм фон Рогендорф (* 4 юли 1531; † ноември или декември 1590), фрайхер на Рогендорф-Моленбург, губернатор на Долна Австрия, австрийски генерал, женен I. 1553 г. за Маргарета фон Херберщайн, II. 1572 г. във Вид за графиня Анна фон Вид (* ок. 1555; † 15/31 декември 1590)
- Георг Еренрайх I фон Рогендорф (* 1536; † 13 септември 1590), поддържа Мартин Лутер, женен 1557 г. за Елизабет де Тьобар (* 1535; † 13 септември 1589)
- Клара фон Рогендорф (* 1537), омъжена ок. 1560 г. за Кристоф фон Танхаузен († 24 март 1565)
- Елизабет фон Рогендорф (* ок. 1535; † 2 май 1587, Кестрани), омъжена I. на 29 ноември 1562 г. в Бор за Ян IV 'Младши' Попел з Лобковиц, бургграф на Прага (* 8 ноември 1510; † 12 април 1570), II. за фрайхер Бартоломаус з Свамберка-Хайд (1516 – 1587)